# South of the Border (filme)
South of the Border é um filme estadunidense de 2009, do gênero documentário político, dirigido, escrito e produzido por Oliver Stone. Estreou na 66a Edição do Festival de Veneza em 7 de setembro de 2009 no circuito fora da competição oficial pelo Leão de Ouro.

## Produção
Para realizar o filme, Stone e sua equipe viajaram do Caribe até o sul da Cordilheira dos Andes numa tentativa de explicar o fenômeno que é o presidente venezuelano Hugo Chávez na região e fazer um relato da recente guinada à esquerda na América Latina. Também tentam compreender a chamada Revolução Bolivariana de Chávez e o desenvolvimento social da região no século XXI.
Em adição a Chávez, Stone procurou evidenciar o trabalho de vários outros líderes latino-americanos de esquerda cujas políticas geralmente recebem atenção limitada da mídia estadunidense e europeia. Saõ eles: Evo Morales da Bolívia, Fernando Lugo do Paraguai, Luiz Inácio Lula da Silva do Brasil, Néstor e Cristina Kirchner da Argentina, Rafael Correa do Equador e Raúl Castro de Cuba. O roteirista, o historiador britânico de origem paquistanesa Tariq Ali definiu o projeto como "um road movie político".
Questionado sobre o motivo que o levou a produzir o filme, Stone afirmou o seguinte:
| “ | Acho Hugo Chávez uma figura extremamente dinâmica e carismática. Ele é solto, afetuoso e grande, um personagem fascinante. Mas quando volto aos States não paro de escutar essas histórias de terror sobre o "ditador", o "cara mau", a "ameaça à sociedade americana". Acho que o projeto começou a partir da demonização de líderes latinos pela mídia americana. E foi se tornando mais do que isso à medida que nos envolvíamos mais. A imprensa nos Estados Unidos dividiu o continente latino na "esquerda ruim" e na "esquerda boa". Acabaram de colocar Correa na esquerda ruim, junto com Morales e Chávez. Eles chamam Lula de esquerda boa. Não sei do que chamam a Kirchner ainda, mas acho que estão virando-se contra ela mais e mais. Você fica com essa distinção, que acho que é falsa. | ” |

## Conteúdo
O documentário examina as políticas econômicas de livre mercado historicamente impostas pelos Estados Unidos e pelo Fundo Monetário Internacional (FMI) na região e como elas falharam em aliviar o problema crônico da desigualdade social na América Latina. O filme sugere que as calamidades financeiras, como a crise argentina de 2001, combinadas com as desconfianças dos latino-americanos em relação aos programas estadunidenses de erradicação do tráfico de drogas e com um ressentimento generalizado em relação às privatizações, contribuíram para a ascensão de líderes socialistas e social-democratas na região.
Sobre o processo, Tariq Ali afirmou o seguinte:
| “ | Estas mudanças que estão ocorrendo não se dão através da luta armada ou da guerrilha de Che Guevara. Todas vieram através de eleições democráticas. O que faz disso um desenvolvimento muito, muito significante para aquele continente. | ” |

## Elenco
- Cristina Kirchner, 55a Presidente da Argentina
- Evo Morales, 65o Presidente da Bolívia
- Fernando Lugo, 52o Presidente do Paraguai
- Hugo Chávez, 52o Presidente da Venezuela
- Luiz Inácio Lula da Silva, 35o Presidente do Brasil
- Néstor Kirchner, 54o Presidente da Argentina
- José Mujica, 40o Presidente do Uruguai
- Rafael Correa, 40o Presidente do Equador
- Raúl Castro, 36o Presidente de Cuba
- Tariq Ali, historiador e cientista político britânico

## Recepção
O documentário teve uma recepção confusa. A revista Time o descreveu como "parcial" e o comparou às animadoras de torcida, além de dizer que apresentou uma visão pouco mundial.